# V466 Возничего
V466 Возничего (лат. V466 Aurigae) — одиночная переменная звезда в созвездии Возничего на расстоянии (вычисленном из значения параллакса) приблизительно 3949 световых лет (около 1211 парсеков) от Солнца. Видимая звёздная величина звезды — от +14,5m до +13,3m.

## Характеристики
V466 Возничего — красная пульсирующая полуправильная переменная звезда типа SRB (SRB) спектрального класса M. Эффективная температура — около 3297 K.